# Sus scrofa majori
Il cinghiale maremmano (Sus scrofa majori, ? ?) è una sottospecie del cinghiale (Sus scrofa, Linnaeus 1758) presente in Maremma e Italia centrale. È molto più piccolo del cinghiale dell'Europa centrale, si ipotizza che il maremmano sia in realtà estinto e rappresenti un adattamento geografico del tipo euroasiatico S. scrofa scrofa alle condizioni ambientali mediterranee.